# اولین سانگینتی
اولین سانگینتی (انگلیسی: Evelyn Sanguinetti؛ زادهٔ ۱۲ نوامبر ۱۹۷۰) سیاست‌مدار و وکیل اهل ایالات متحده آمریکا است. وی به عنوان چهل و هفتمین معاون فرماندار ایالت ایلینوی از ۲۰۱۵ تا ۲۰۱۹ خدمت کرد. اولین پیش از این نیز در سمت شورای شهر وئاتون، ایلینوی خدمت کرد. سانگینتی از حوزه انتخابیه ششم ایلینوی در انتخابات ۲۰۲۰ در مصاف با شان کستن از حزب دموکرات (ایالات متحده آمریکا) شرکت کرد اما در ۱۱ اکتبر ۲۰۱۹ کناره‌گیری کرد.